# Battaglia di Monmouth
La battaglia di Monmouth, anche detta battaglia di Monmouth Courthouse, venne combattuta il 28 giugno 1778 nei pressi dell'odierna Freehold nel New Jersey tra le forze americane guidate da George Washington e un'armata britannica sotto il generale Henry Clinton, nell'ambito degli eventi della campagna di Filadelfia della guerra d'indipendenza americana.
Dopo aver occupato la città di Filadelfia alla fine del 1777, le forze britanniche la evacuarono a metà giugno 1778 iniziando un ripiegamento generale alla volta della più difendibile New York; il lento convoglio delle truppe britanniche in marcia attraverso il New Jersey si rivelò un obiettivo ambito per le forze dell'Esercito Continentale di Washington, che si spinsero in avanti al suo inseguimento. La mattina del 28 giugno l'avanguardia americana tentò un attacco alla retroguardia britannica mentre questa lasciava il suo accampamento nei pressi di Monmouth, ma l'attacco del generale Charles Lee, secondo in comando di Washington, si rivelò così scoordinato da trasformarsi ben presto in una rotta generale degli americani.
L'arrivo di Washington in persona e del corpo centrale della sua armata consentì ai reparti americani di riorganizzarsi su una solida postazione difensiva, dove successivamente respinsero i pesanti attacchi dei britannici imponendo loro di ritornare sulle loro posizioni; con il sopraggiungere della notte Clinton fece ripiegare i suoi uomini dal campo di battaglia per riprendere indisturbato la marcia verso New York, e lo scontro si concluse con un sostanziale nulla di fatto.

## Antefatti
Dopo la vittoria riportata nella battaglia di Brandywine l'11 settembre 1777, le forze britanniche catturarono Filadelfia, capitale provvisoria degli Stati Uniti, il 22 settembre seguente infliggendo poi, il 4 ottobre, una dura sconfitta nella battaglia di Germantown alle forze dell'Esercito Continentale americano che tentavano di riprendere la città; il comandante in capo degli americani, generale George Washington, dovette quindi arretrare le sue truppe a Valley Forge in Pennsylvania dove trascorsero l'inverno addestrandosi e riorganizzandosi. Vista l'entrata in guerra della Francia a fianco degli americani e la possibilità che una flotta francese potesse bloccare l'estuario del fiume Delaware tagliando i rifornimenti all'armata britannica, nel maggio 1778 il nuovo comandante in capo delle forze britanniche in Nord America, generale Henry Clinton, ricevette istruzioni da Londra di evacuare Filadelfia e di radunare tutte le truppe disponibili nella piazzaforte strategica di New York, più facilmente rifornibile dalla madrepatria.
Nelle intenzioni originali il ripiegamento dei britannici da Filadelfia a New York doveva avvenire interamente via mare, sotto la scorta dei vascelli della Royal Navy, ma una penuria di navi da trasporto obbligò Clinton a rivedere i suoi piani: i rifornimenti, l'equipaggiamento pesante e circa 3 000 civili Lealisti evacuati dalla regione di Filadelfia sarebbero stati imbarcati sulle navi disponibili e avrebbero fatto il viaggio via mare fino a New York, mentre il grosso delle truppe avrebbe marciato via terra attraverso il New Jersey fino a Raritan Bay, dove si sarebbe imbarcato per l'ultimo tratto alla volta della stessa New York. La mattina del 18 giugno 1778 l'armata britannica lasciò quindi Filadelfia e iniziò una marcia di circa 160 chilometri in direzione nord-est alla volta di New York. Il contingente comprendeva 11 000 soldati regolari britannici e mercenari tedeschi, un migliaio di Lealisti provenienti dall'area di Filadelfia e un treno di carriagi lungo 19 chilometri; le forze britanniche erano ripartite in due divisioni, quella del generale Wilhelm von Knyphausen schierata in avanguardia e quella del generale Charles Cornwallis in retroguardia, con il lungo treno carriagi posto nel mezzo.
Non appena i britannici lasciarono Filadelfia, Washington rioccupò la città mentre il grosso dell'armata americana valicava il fiume Delaware nei pressi di Trenton; il comandante in capo degli americani distaccò quindi la brigata dell'Esercito Continentale del generale William Maxwell per rinforzare la milizia coloniale del New Jersey e lanciare una serie di azioni ritardanti degli spostamenti della colonna di Clinton, incendiando i ponti, interrando i pozzi di acqua potabile e costruendo sbarramenti attraverso le strade. La prima settimana di marcia convinse Clinton che il suo treno di carriagi era troppo ingombrante per poter affrontare l'intero spostamento via terra e, preoccupato per le mosse di Washington come pure per la notizia che l'armata americana del generale Horatio Gates stava muovendo dalla valle dell'Hudson a nord per sbarrare ai britannici la via per New York, il generale decise di lasciare la strada principale ad Allentown e di procedere più a est verso la costa, per completare il viaggio via mare imbarcandosi nei pressi di Sandy Hook. Con una temperatura estiva che superava abbondantemente i 37°, entrambi gli eserciti persero molti uomini a causa di malori e colpi di calore.
Mentre le forze americane continuavano a tallonare le unità di Clinton, procedendo parallelamente sulla sinistra della colonna britannica, in seno al comando dell'Esercito Continentale vi erano divergenze sulla linea di condotta da seguire. Washington era intenzionato a sfruttare l'occasione che Clinton gli offriva: attardata dal lungo treno di carriagi, la colonna britannica era molto vulnerabile nella sua marcia attraverso il New Jersey e doveva essere attaccata prima che raggiungesse la sicurezza delle fortificazioni di New York; il maggior generale Charles Lee, secondo in comando di Washington, consigliò invece di attendere ulteriormente gli sviluppi perché riteneva che, con l'entrata della Francia nel conflitto, la vittoria nella guerra era ormai scontata nel lungo periodo e non bisognava quindi rischiare le forze dell'Esercito Continentale, non ancora sufficientemente pronte ad affrontare i regolari britannici, in uno scontro aperto. Il 24 giugno, mentre le forze di Clinton spazzavano via un contingente della milizia del New Jersey che tentava di sbarrare loro il cammino a Crosswicks, Washington indisse un consiglio di guerra con i suoi ufficiali per discutere il da farsi: un piccolo gruppo di ufficiali, tra cui il brigadier generale Anthony Wayne, sollecitò un attacco a una sezione della colonna britannica mentre questa si trovava scaglionata lungo la strada, ma il generale Lee convinse la maggioranza dei presenti a votare contro l'azione.
Washington decise di superare l'impasse distaccando dall'armata principale un contingente di 1 500 uomini sotto il brigadier generale Charles Scott per ricongiungersi alla brigata di Maxwell e operare contro l'esposto fianco sinistro della colonna britannica; più tardi quella giornata altre truppe furono distaccate a questo scopo sotto il comando del maggior generale Gilbert du Motier de La Fayette e del generale Wayne, portando la consistenza dell'avanguardia americana a 5 000 uomini e 12 cannoni. Il 27 giugno la colonna britannica raggiunse Monmouth Courthouse (oggi Freehold nel New Jersey), dove si accampò per la notte; il corpo centrale delle forze americane era ancora a Englishtown, più a ovest, ma Washington decise di spingere in avanti la sua avanguardia per ingaggiare i britannici e tenerli impegnati fino a che il grosso delle forze non fosse sopraggiunto, impedendo loro in particolare di attestarsi sulla vantaggiosa posizione difensiva che garantivano le colline di Middletown Heights. Washington voleva affidare il comando dell'avanguardia a La Fayette, ma Lee si fece avanti e ottenne di assumere la guida della formazione: il generale si incontrò con i suoi comandanti di brigata subordinati (La Fayette, Maxwell, Scott e Wayne) ma non stese alcun piano operativo, sostenendo che lo avrebbe fatto solo dopo aver ottenuto maggiori informazioni sulle forze britanniche; il generale omise anche di avvertire delle sue intenzioni la milizia del New Jersey agli ordini del generale John Dickson e il reggimento fucilieri del colonnello Daniel Morgan, che stavano continuando a tallonare gli spostamenti dei britannici.

## La battaglia

Schema della battaglia in un libro del 1834

Preoccupato per la vicinanza delle forze americane, il generale Clinton ordinò di levare il campo di Monmouth e di riprendere la marcia verso nord alle 04:00 del 28 giugno; informato dalla milizia del New Jersey della mossa britannica, Washington ordinò subito a Lee avanzare e tenere impegnato il nemico mentre lui portava avanti il resto delle forze americane. La forza di Lee si mosse lentamente in avanti e iniziò a ingaggiare la retroguardia britannica comandata da Cornwallis intorno alle 08:00; quasi subito il comandante degli americani perse il controllo della situazione, iniziando a inviare ordini contraddittori che gettarono nella confusione i suoi subordinati. La brigata di Wayne, al centro dello schieramento americano, si preparò a lanciare un attacco vigoroso ma ricevette istruzione di attuare solo una finta, mentre le due ali dovevano spingersi in avanti e tentare di tagliare fuori la retroguardia britannica; privo di chiare informazioni sullo schieramento nemico (che del resto non si era preoccupato di procurarsi), Lee non si accorse che le forze di Cornwallis erano ormai allertate e schierate per la battaglia.
Wayne entrò in contatto con i britannici poco a nord di Monmouth, venendo subito contrattaccato dalle forze agli ordini di Cornwallis; La Fayette chiese il permesso di contrattaccare muovendo sul fianco dei britannici con l'ala destra degli americani, e dopo un primo rifiuto Lee acconsentì alla manovra rinforzando anche le forze del francese con tre reggimenti prelevati dalla brigata di Wayne. La forza di La Fayette finì sotto il tiro dell'artiglieria britannica, e Lee le ordinò di trovare riparo nei pressi dell'abitato di Monmouth; questa manovra, cui si aggiunse il ripiegamento dell'artiglieria americana schierata al centro che aveva terminato le munizioni, mandò in confusione i due comandanti dell'ala sinistra americana, Scott e Maxwell, che privi di chiare istruzioni si convinsero che il resto dell'armata stesse ripiegando verso ovest: i due ordinarono prontamente alle loro brigate di fare altrettanto, proprio mentre nello stesso momento Lee ordinava alla forza di La Fayette di arrestare la sua avanzata e ritornare sulle posizioni di partenza. Mentre i comandanti americani non riuscivano a capire perché l'armata si stesse ritirando, Clinton lanciò i reparti di Cornwallis in un attacco generale: Lee non aveva predisposto alcuna retroguardia per coprire il ripiegamento, che ben presto si trasformò in una rotta disordinata incalzata dai britannici.

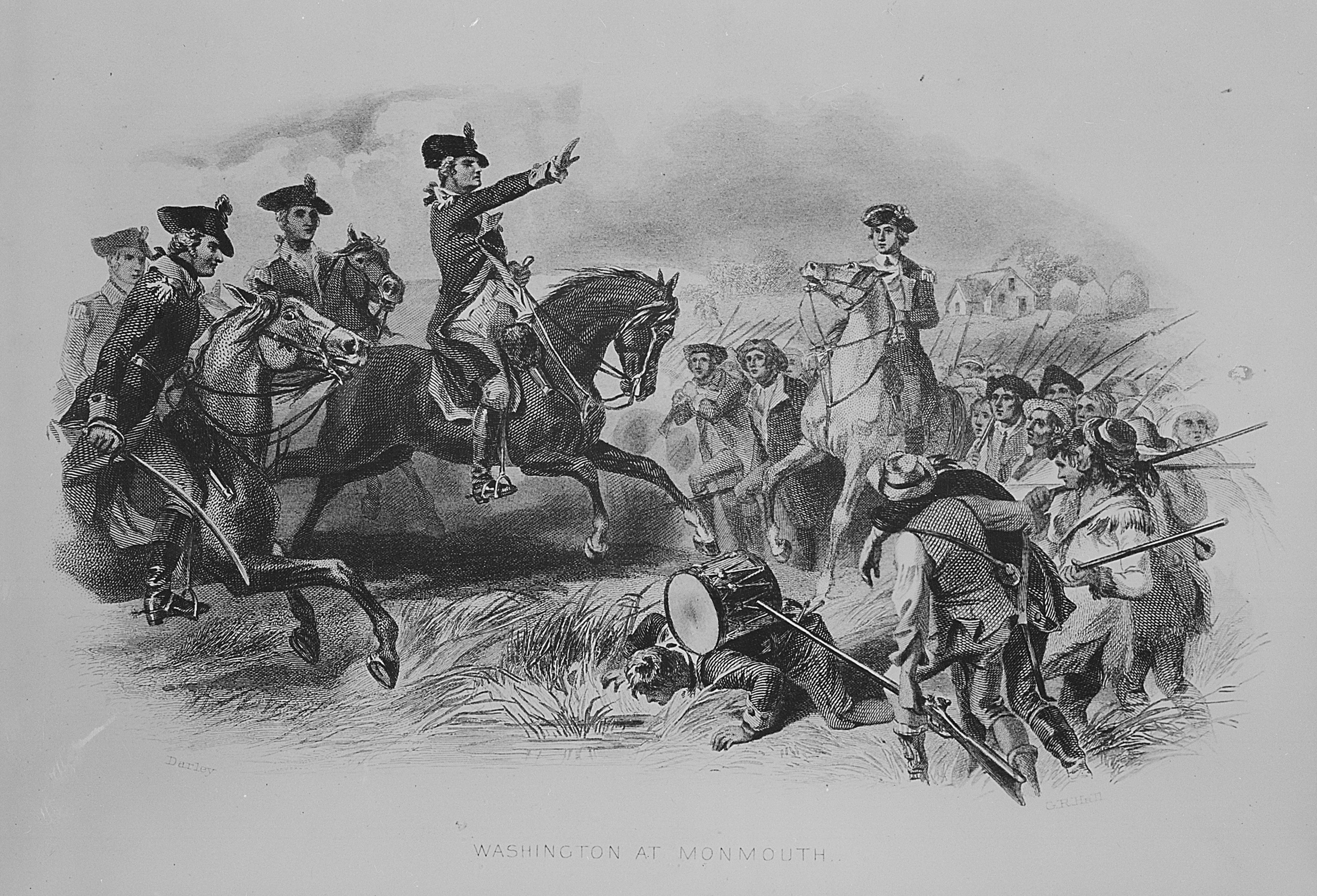
Washington raggruppa i reparti americani in fuga da Monmuth in una stampa del 1858

La Fayette inviò un disperato messaggio a Washington chiedendogli di intervenire al più presto. Spingendosi in avanti, Washington si imbatté in masse di soldati americani in fuga verso ovest, e quando infine si incontrò con Lee ebbe con lui un violento alterco: il generale fu destituito dal comando e spedito nelle retrovie, mentre Washington stesso si dava da fare per raggruppare i reparti e rischierarli in formazione da battaglia. Per guadagnare tempo, Washington fece rischierare alcuni elementi della brigata di Wayne e due reggimenti di truppe fresche dietro una siepe sul lato nord della strada di Monmouth, con l'ordine di resistere il più a lungo possibile: dopo alcuni duri scontri queste truppe furono nuovamente messe in rotta inseguite dai dragoni britannici, ma il tempo guadagnato consentì a Washington di schierare il resto dell'armata in una solida posizione difensiva più a ovest dietro il torrente di Wemrock Brook, con l'ala sinistra tenuta dalla divisione del generale William Alexander e quella destra dalla divisione del generale Nathanael Greene mentre le restanti forze di Lee, ora al comando di La Fayette, si raggruppavano nelle retrovie. Greene fece piazzare quattro cannoni su Comb's Hill, un rilievo a sud del campo di battaglia, da cui prendere d'infilata le forze britanniche avanzati, che dovettero fermarsi per chiamare la propria artiglieria in supporto; contemporaneamente, Alexander respinse un attacco dei britannici contro l'ala sinistra degli americani, che ebbero così modo di stabilizzare la loro posizione.
Dopo un momento di stasi la battaglia si riaccese verso le 12:30, quando i britannici lanciarono un attacco generale alla linea degli americani. Si svilupparono duri scontri al centro della posizione americana, tenuta dalla brigata di Wayne appoggiata da una batteria d'artiglieria al comando del generale Henry Knox; tra l'artiglieria americana e quella britannica si sviluppò un intenso duello, uno dei più feroci di tutta la guerra, risoltosi infine con il ritiro dei pezzi britannici. Più a sud, Cornwallis guidò un attacco della sinistra britannica alla destra degli americani, ma l'inteso fuoco di fucileria degli uomini di Greene e il tiro d'infilata dei cannoni americani su Comb's Hill obbligarono infine i disciplinati reparti anglo-tedeschi a ripiegare sulle posizioni di partenza. Con l'artiglieria britannica messa a tacere, Washington tentò un cauto contrattacco al centro dello schieramento lanciando in avanti gli uomini di Wayne: il colonnello Monckton dei granatieri britannici rispose con una carica alla baionetta che, sebbene costosa in termini di perdite (lo stesso Monckton rimase ucciso), convinse gli uomini di Wayne a ripiegare sulle loro posizioni.
Verso le 15:30, anche per via delle temperature afose e del forte tasso d'umidità, i combattimenti cessarono quasi del tutto: Clinton fece ripiegare le truppe britanniche fuori tiro, e sebbene Washington volesse inseguirlo gli americani si rivelarono troppo esausti per tentare la manovra. I due contendenti riorganizzarono i loro schieramenti ma non tentarono altre azioni offensive, anche per il sopraggiungere della notte; protetto dall'oscurità, verso le 22:00 Clinton fece silenziosamente ritirare i reparti britannici dal campo di battaglia per riprendere la marcia verso nord-est, ed era ormai ampiamente sulla via per Sandy Hook quando, allo spuntare dell'alba del 29 giugno, le sentinelle americane si avvidero che il nemico aveva lasciato il campo di battaglia.

## Conseguenze

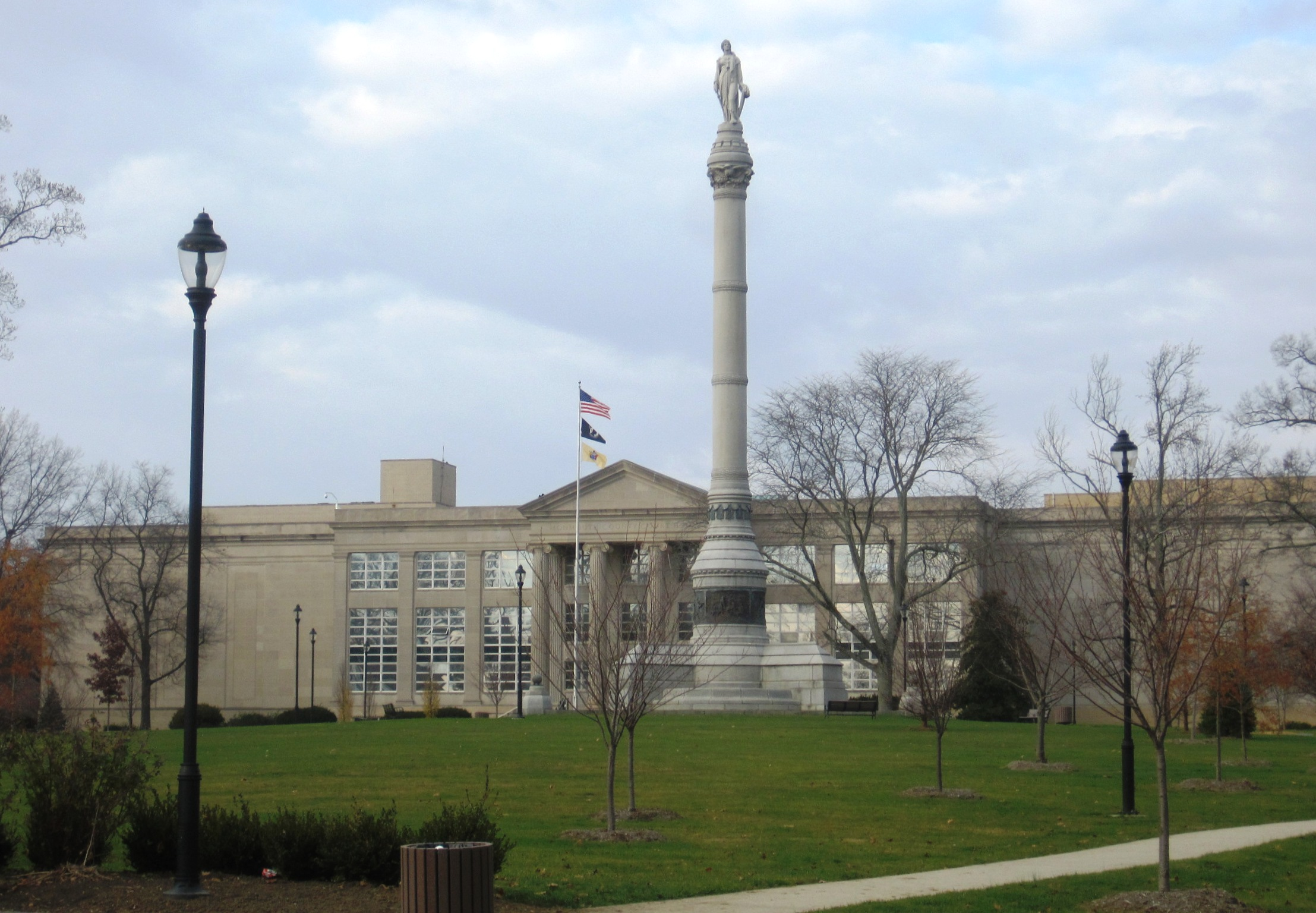
Vedua odierna del monumento dedicato alla battaglia di Monmouth a Freehold

La battaglia di Monmouth ebbe un esito incerto, ed entrambe le parti rivendicarono la vittoria: le forze americane fallirono l'occasione di infliggere severe perdite al lento convoglio britannico, ma dopo lo sbandamento iniziale si raggrupparono e offrirono una solida resistenza agli attacchi del nemico, con gran vantaggio per il morale dell'Esercito Continentale e mostrando che i mesi di addestramento a Valley Forge stavano iniziando a dare i loro frutti; i britannici fallirono l'opportunità di trasformare il disorganizzato attacco di Lee in un disastro per l'armata americana, ma ebbero modo di ripiegare con ordine dal campo di battaglia e di riprendere indisturbati la loro marcia verso New York. Le forze britanniche contarono 65 morti, 170 feriti e 64 tra dispersi e prigionieri, mentre gli americani registrarono 106 morti, 160 feriti e 95 tra dispersi e prigionieri; significativamente, un gran numero di uomini tra entrambi gli schieramenti fu messo fuori combattimento e un centinaio rimase ucciso da colpi di calore e affaticamento dato dalle intense temperature registrate il giorno della battaglia.
La marcia di Clinton proseguì indisturbata fino a raggiungere Sandy Hook il 30 giugno, dove l'intero contingente britannico fu imbarcato sulle navi da trasporto nel corso dei cinque giorni seguenti per poi essere traghettato fino a New York; al di là delle perdite riportate a Monmouth, la marcia attraverso il New Jersey era stata costosa in termini umani per le forze britanniche per via del gran numero di diserzioni, circa 550 (l'equivalente di un intero battaglione), registrate in particolare nei reparti di mercenari tedeschi, molti dei quali colsero l'occasione per insediarsi a Filadelfia e in molti casi arruolarsi nelle forze americane.
Washington condusse la sua armata a nord, attraversò il fiume Hudson e stabilì un accampamento nella Contea di Westchester dove rimase fino all'autunno seguente. Washington destituì Lee da ogni incarico e lo deferì a una corte marziale: dopo sei settimane di indagini, la corte giudicò Lee colpevole di disobbedienza agli ordini e di intenzionale negligenza nel dovere, condannandolo a un anno di sospensione dall'esercito; il verdetto fu confermato da un voto del Congresso Continentale, ma Lee non accettò mai la sospensione e fu espulso dall'esercito, morendo poi di febbre gialla nell'ottobre 1782.
La battaglia di Monmouth fu l'ultimo grande scontro tra i due nuclei centrali delle forze americane e britanniche nel teatro settentrionale degli Stati Uniti; nei mesi seguenti, mentre grosse forze contrapposte continuavano a gravitare nell'area di New York senza tuttavia impegnarsi in scontri significativi, l'attenzione di entrambi gli schieramenti si spostò nelle regioni meridionali, dove le forze britanniche lanciarono una campagna di attacchi anfibi ai danni di Georgia e Carolina del Sud.